# Onze-Lieve-Vrouw ten Beeldekenkapel

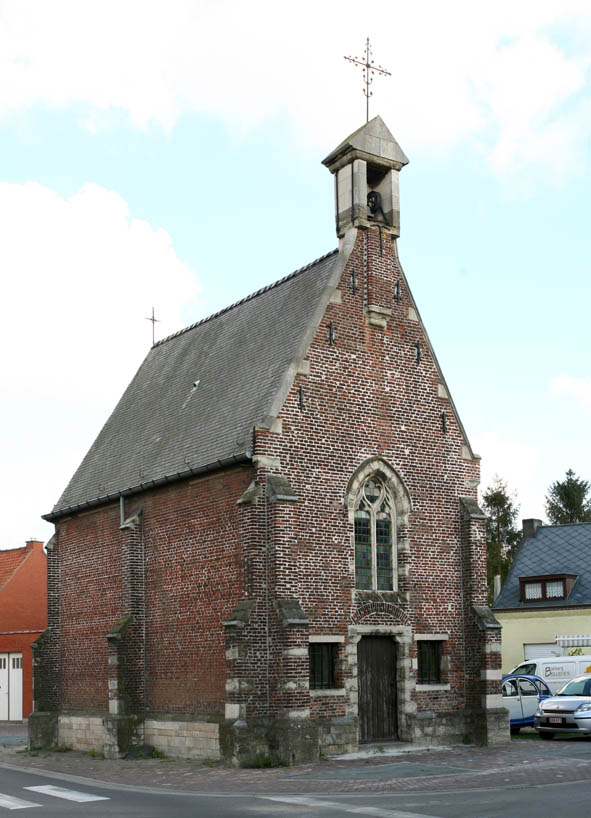
Onze-Lieve-Vrouw ten Beeldekenkapel

De Onze-Lieve-Vrouw ten Beeldekenkapel is een kapel in de tot de Oost-Vlaamse gemeente Aalst behorende plaats Herdersem, gelegen aan de Grote Baan.

## Geschiedenis
Een kapel werd mogelijk al in de 12e eeuw gesticht door de heer van Herdersem, Adam genaamd. In 1473 was sprake van een kapel, gewijd aan Onze-Lieve-Vrouw ter Linden. In 1892 zouden muurschilderingen aan het licht zijn gekomen die onder meer het jaartal 1474 tonen. Deze muurschilderingen zijn echter verdwenen.
In 1944 werd de kapel zwaar beschadigd door een V1. Ook het miraculeuze beeld werd toen beschadigd. In 1948 werd de kapel geklasseerd als monument en in 1970 werd hij gerestaureerd.

## Gebouw
Het betreft een laatgotische kapel uit de tweede helft van de 15e eeuw die later nog enkele wijzigingen heeft ondergaan. De kapel heeft een rechthoekige plattegrond en een driezijdige koorsluiting. De kapel is opgetrokken in baksteen en zandsteen.
De kapel bevat een drietal 18e-eeuwse schilderijen op hout die episoden uit de geschiedenis van het miraculeuze beeld tonen. Ook is er een 18e-eeuws Mariabeeldje.